# Dokucháyevsk
Dokucháyevsk (en ucraniano: Докучаєвськ, en ruso: Докучаевск) es un asentamiento urbano ucraniano perteneciente al óblast de Donetsk. Situado en el sureste del país, hasta 2020 era parte del raión de Volnovaja, pero actualmente es parte del raión de Kalmiuske y del municipio (hromada) homónimo. Sin embargo, según el sistema administrativo ruso que ocupa y controla la región, Dokucháyevsk es una ciudad de importancia regional.
La ciudad se encuentra ocupada por Rusia desde la guerra del Dombás, siendo administrada como parte de la de facto República Popular de Donetsk.

## Toponimia
Hasta 1935, el asentamiento recibía el nombre de Ostheim (en ucraniano: Остгейм; en ruso: Остгейм). Durante el periodo soviético, el sitio se nombró como Télmanove (en ucraniano: Тельманове; en ruso: Тельманово) en honor al comunista alemán Ernst Thälmann. El 18 de febrero de 2016, como parte de las políticas de descomunización de Ucrania, el nombre de Boikovske fue aprobado en honor a los boikos.

## Geografía
Dokucháyevsk está a orillas del río Suja Volnovaja, 38 km al sur de Donetsk.

## Historia
El lugar fue fundado en 1912 como un asentamiento minero para los trabajadores de las canteras locales de piedra caliza y dolomita con el nombre de Olénivski Karyeri (en ucraniano: Оленівські Кар'єри). En 1938, Olénivski Karyeri obtuvo el estatus de asentamiento urbano. En 1954, la ciudad recibió el estatus de ciudad y pasó a llamarse Dokucháyevsk en honor al geólogo, mineralogista y geógrafo ruso Vasili Dokucháyev. En 1959, la ciudad fue incorporada al raión de Volnovaja.
En 1992 la ciudad fue elevada a ciudad de importancia regional. 
A partir de mediados de abril de 2014, los protestantes prorrusos capturaron Dokucháyevsk y varias otras ciudades en el óblast de Donetsk en la guerra del Dombás, incorporándolas a la autoproclamada República Popular de Donetsk. El 13 de enero de 2015, combatientes de la brigada "Oplot" del RPD dispararon artillería contra un puesto de control cerca de Volnovaja, con 11 fallecidos.

## Demografía
La evolución de la población de Dokucháyevsk entre 1939 y 2022 fue la siguiente:
| 358                                                           | 9175 | 16 847 | 25 201 | 24 137 | 26 038 | 24 383 | 23 881 | 23 641 | 23 554 | 22 835 |
| (Fuente: Cities & Towns of Ukraine y UKRAINE: Größere Städte) |      |        |        |        |        |        |        |        |        |        |

Según el censo de 2001, el 66,6% de la población son ucranianos, el 28,2% son rusos y el resto de minorías son principalmente griegos (2,1%) y moldavos (1%). En cuanto al idioma, la lengua materna de la mayoría de los habitantes, el 72,1%, es el ruso; del 27,3% es el ucraniano.

## Economía
Dokucháyevsk tiene la planta de dolomita fundente más grande de Europa, incluidas 5 canteras, 3 fábricas de trituración. Alrededor del 58% del número total de personas empleadas trabajan en la industria.

## Galería

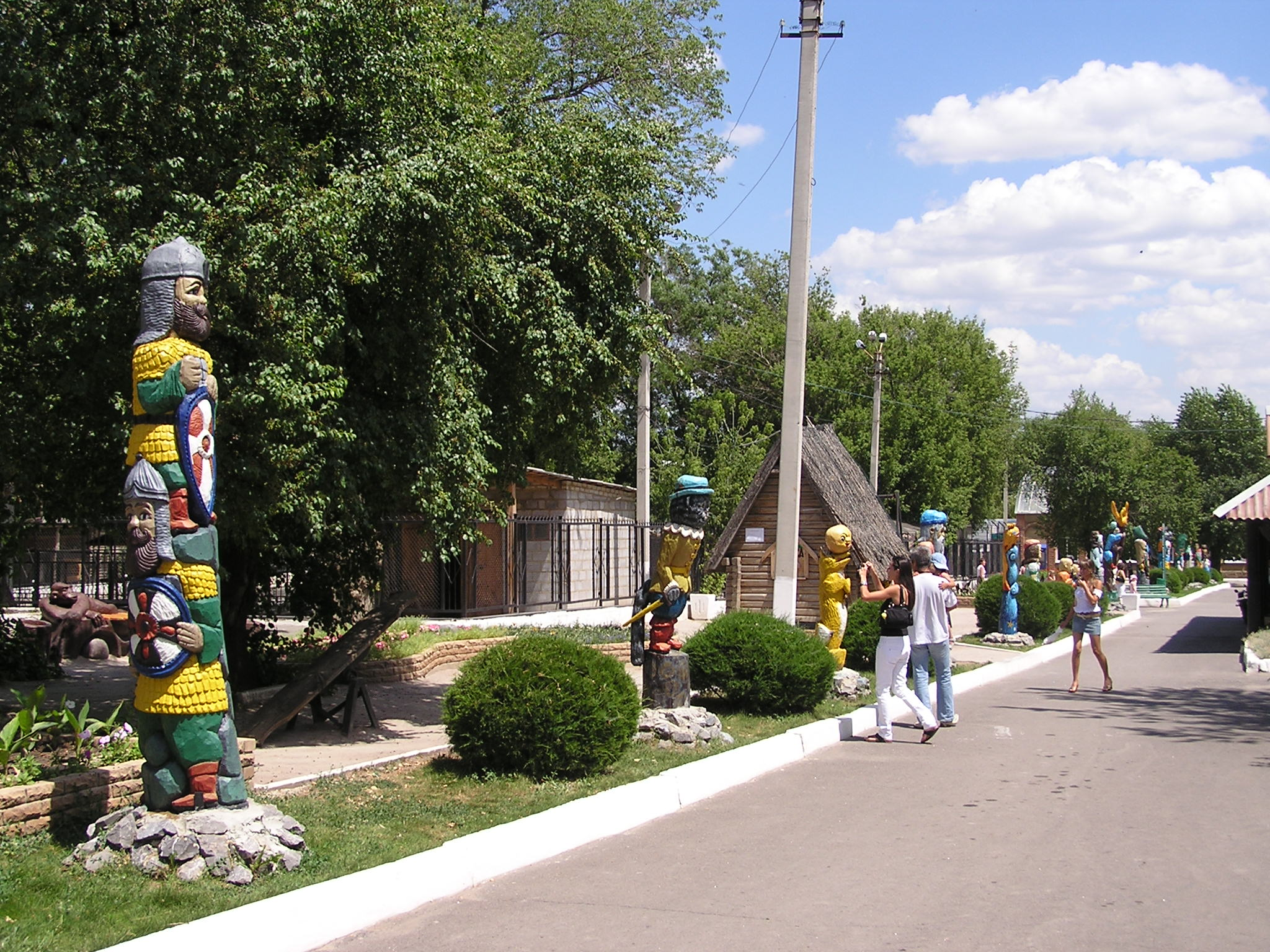
Estatuas cerca del zoo local
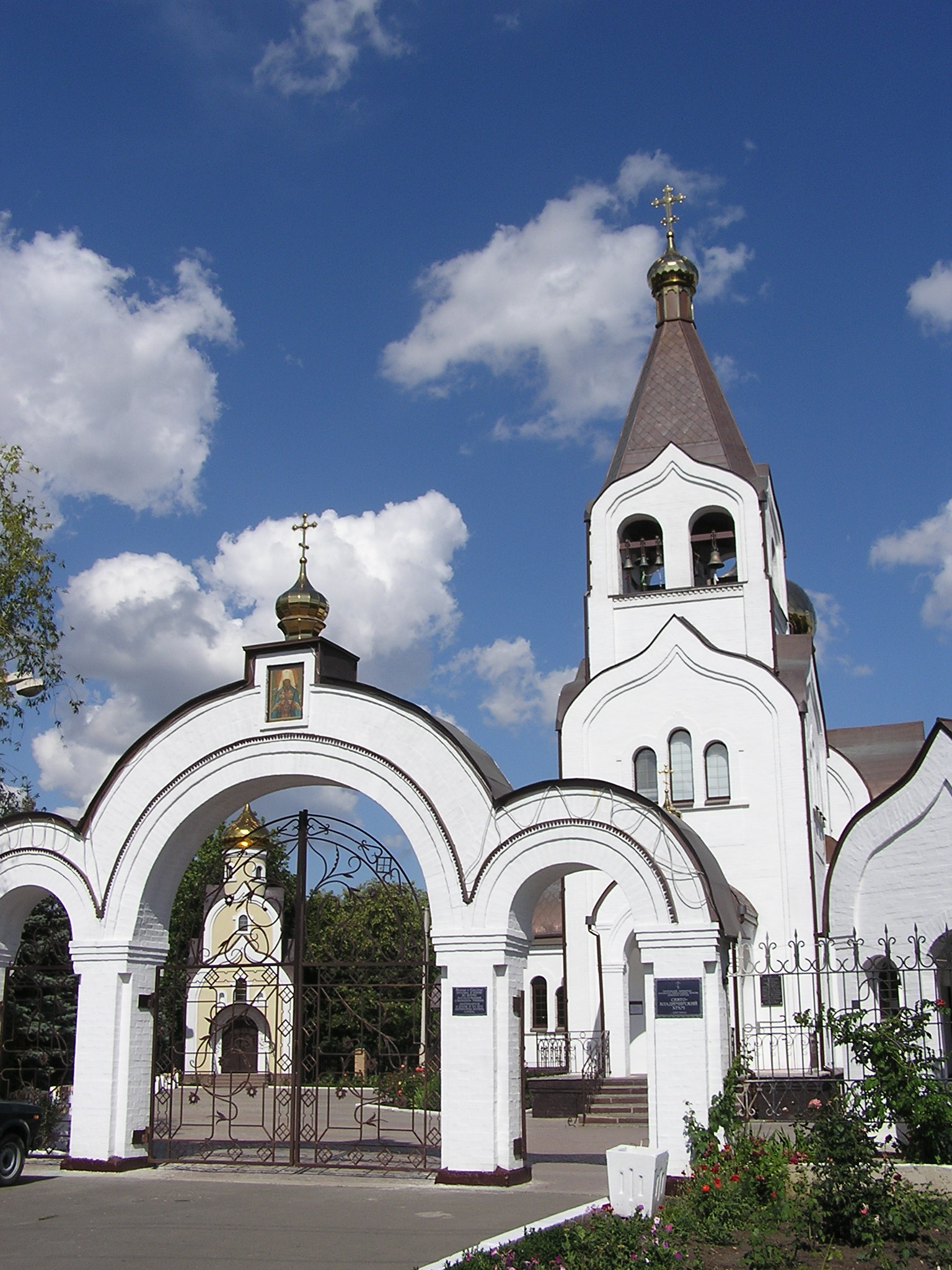
Iglesia de San Vladímir
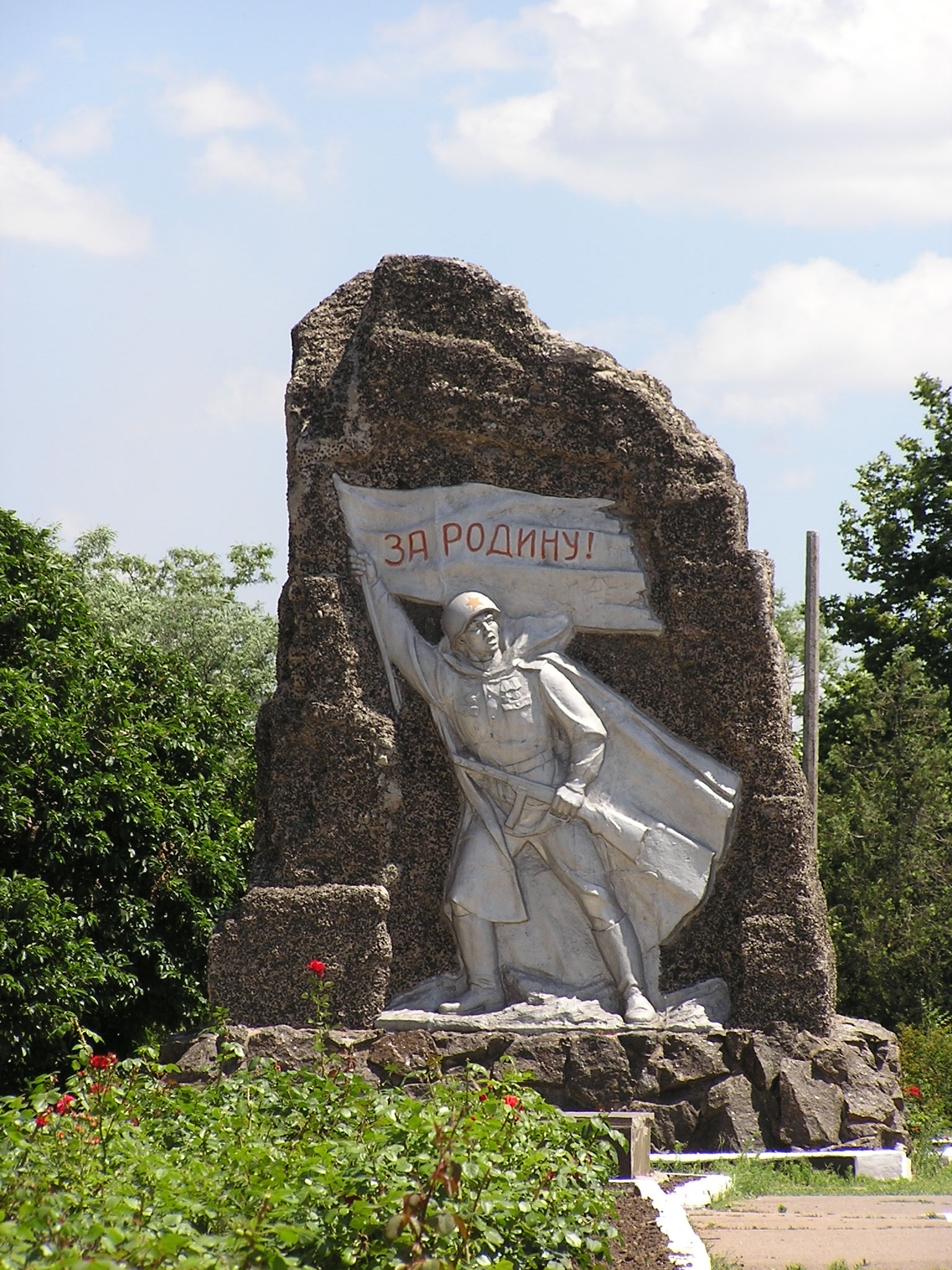
Monumento soviético de Dokucháyevsk
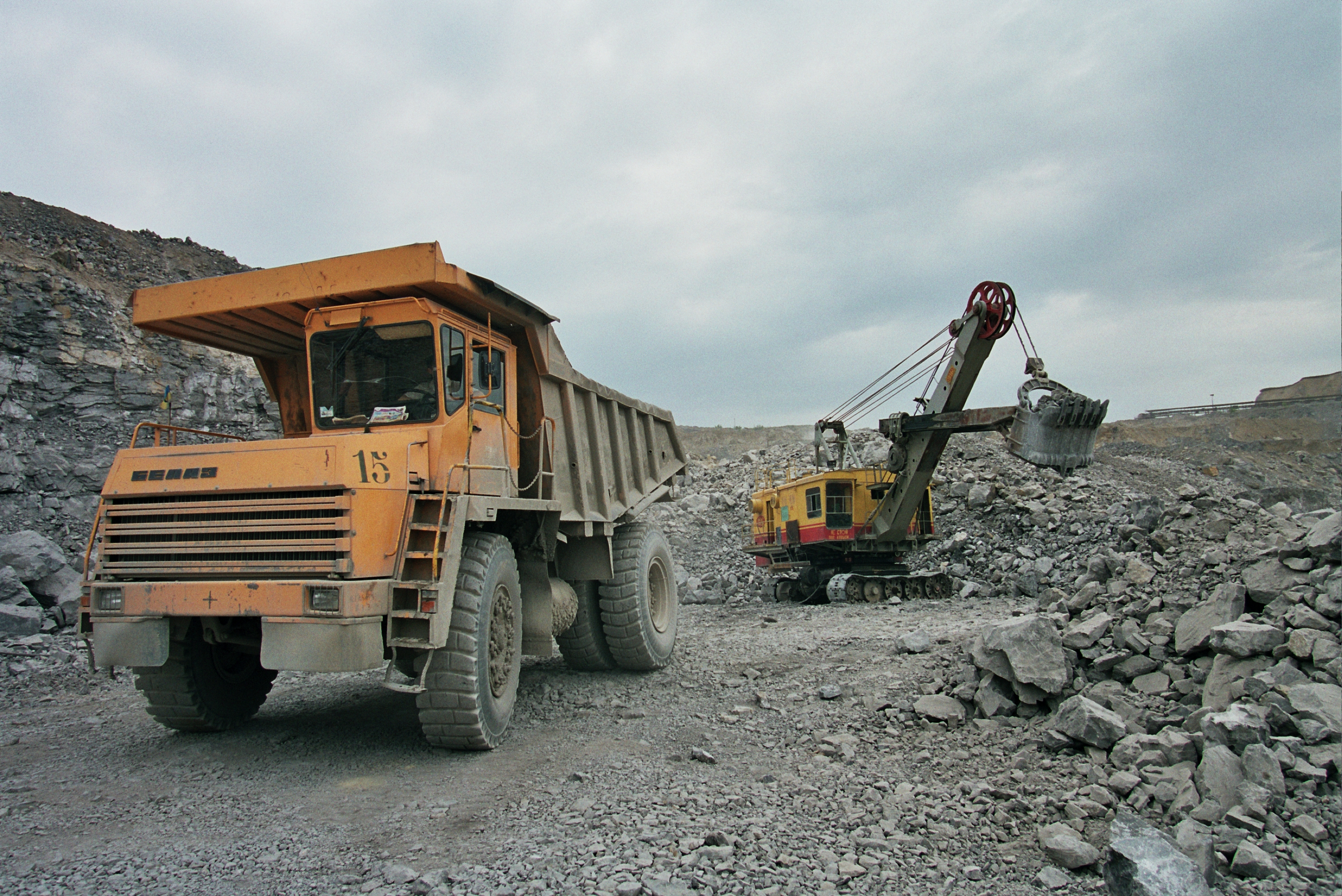
Cantera de dolomita cerca de Dokucháyevsk